# Qingbao
Le Bureau du renseignement du Département d'état-major interarmées de la Commission militaire centrale (chinois : 中央军委联合参谋部情报局 ; pinyin : Lián cān qíngbào jú), aussi appelé Bureau du renseignement du Département d'état-major interarmées ou Qingbao, est  l'un des principaux services de renseignement de la République populaire de Chine et le principal organe de renseignement militaire de l'Armée populaire de libération (APL).
L'organisation était auparavant appelée Département du renseignement de l'État-major général, Deuxième Département, ou simplement 2APL. En 2016, le président de la commission militaire centrale (CMC), Xi Jinping, a mis en œuvre d'importantes réformes militaires pour les forces armées. Dans le cadre de la restructuration du CMC, l'ancien Département d'état-major général (DEMG) a été remplacé par le Département d'état-major interarmées (JSD) et les unités subordonnées, y compris le Bureau du renseignement, ont été transférées au nouveau Département d'état-major interarmées. Le gouvernement de la République populaire de Chine n'a pas officiellement reconnu l'existence du Bureau du renseignement.

## Fonctionnement
Bien que chacun des services militaires de l'APL mène sa propre collecte et analyse de renseignements opérationnels et tactiques, le Bureau du renseignement du JSD est responsable de la collecte et de l'analyse de renseignements stratégiques, principalement dans les opérations de renseignement humain clandestin. D'autres disciplines du renseignement telles que le renseignement d'origine électromagnétique et le renseignement électronique étaient auparavant la responsabilité du bureau mais ont probablement été transférées à la Force de soutien stratégique de l'APL,.
L'APL distingue le « renseignement » (chinois : 情报 ; pinyin : qíngbào), qui désigne l'analyse stratégique de toutes sources pour soutenir la prise de décision nationale, de la « reconnaissance technique » (chinois : 技术侦察 ; pinyin : jìshù zhēnchá), qui désigne la collecte de renseignements techniques à l'appui des opérations militaires. Bien que l'ancien 2e Bureau du DEMG était responsable du renseignement par imagerie par l'intermédiaire de son Bureau de reconnaissance aérospatiale subordonné, qui analysait les images de Yaogan, Gaofen et d'autres satellites d'observation de la Terre, et du Bureau de reconnaissance tactique, qui gérait les drones stratégiques à longue portée, ces organisations ont été transférées à la Force de soutien stratégique de l'APL, leur rôle étant perçu comme davantage de soutien aux opérations militaires que de prise de décision nationale.
L'actuel commissaire du Bureau du renseignement du Département d'état-major interarmées de la Commission militaire centrale est soupçonné d'être Xu Youming (许有明), qui a pris le contrôle de l'agence lors de sa création en 2016. La position de Xu à ce poste, tout comme l'existence du bureau lui-même, n'est pas reconnue par le gouvernement chinois, mais a été subtilement révélée dans un communiqué de presse officiel du Bureau municipal de verdissement de Pékin, où il a participé à une opération de plantation d'arbres dans toute la ville. Avant d'occuper ce poste, Xu était attaché militaire en poste dans les ambassades de Chine en Ouzbékistan, au Kazakhstan et au Brésil, et a été qualifié par le gouvernement chinois d'« ancien attaché militaire de l'ambassade de Chine au Brésil » jusqu'en 2021.
Le Bureau du renseignement contrôle plusieurs groupes de réflexion, tels que l'Institut chinois d'études internationales et stratégiques et la Fondation chinoise pour les études stratégiques internationales, qui interagissent avec des universitaires et des analystes étrangers,.

## Histoire
En 1931, Zhou Enlai rassembla des camarades communistes de confiance avec lesquels il avait personnellement travaillé à Paris ou à Shanghai afin de créer un Bureau de renseignement (plus tard appelé Département du renseignement général) sous l'égide de la Commission militaire centrale. Ce nouveau service de renseignement fut créé spécifiquement pour maintenir un organisme de renseignement hors du contrôle de l'influence de plus en plus paranoïaque et avide de pouvoir de Kang Sheng. En 1950, il fut intégré à l'état-major général de l'APL (connu jusqu'en 1954 sous le nom d'« état-major général du Comité militaire révolutionnaire du peuple ») et fut appelé « 2e Bureau », l'APL ayant adopté le modèle d'organisation soviétique.
Sous Mao Zedong, et notamment sous la direction du général Liu Shaowen (directeur du Bureau de renseignement de 1954 à 1967), le 2e Bureau participa activement au financement, à l'armement et à la formation de dizaines de groupes militants et de mouvements de libération asiatiques, africains et latino-américains ; en particulier dans le cas de l'Afrique, le Bureau du renseignement « a fourni, à un moment ou à un autre, à presque tous les différents mouvements de libération africains des armes, de l'argent, de la nourriture et des médicaments ». Parmi ceux qui ont reçu une formation militaire figuraient Pol Pot (chef des Khmers rouges au Cambodge) et Abimael Guzmán (chef du Sentier lumineux au Pérou). 
Du début des années 1970 jusqu'à la fin de la Guerre froide, à partir de l'alliance tactique entre Mao Zedong et le président américain Richard Nixon pour s'opposer conjointement à l'Union soviétique, le 2e Bureau a collaboré officieusement avec la CIA américaine dans certains cas, notamment en Afghanistan, où les services de renseignement chinois (civils et militaires) ont joué un rôle central dans le financement, l'armement et l'entraînement des guérilleros afghans contre les Soviétiques. De 1980 à 1984, le coût du soutien chinois s'est élevé à environ 400 millions de dollars. Dans le cadre d'une opération conjointe du 2e Bureau et du ministère de la Sécurité d'État, l'aide chinoise s'est élargie pour inclure des mitrailleuses lourdes, des mortiers, des fusils sans recul, des lance-roquettes et de l'artillerie antiaérienne. Tout au long des années 1980, le 2e Bureau a utilisé des sociétés telles que CITIC Group, China Poly Group et Norinco pour couvrir ses activités de renseignement.
En janvier 2016, dans le cadre de la réforme en cours de la défense nationale et de l'armée, le Bureau du renseignement du Département d'état-major général de l'Armée populaire de libération chinoise a été supprimé et le Bureau du renseignement de l'état-major interarmées de la Commission militaire centrale a été créé.

## Actions

### Espionnage industriel
En décembre 1987, deux attachés militaires chinois travaillant pour le compte du 2e département de l'APL à l'ambassade de Chine à Washington furent surpris en train de solliciter et de tenter de recevoir des documents prétendument classifiés de l'Agence de sécurité nationale américaine (NSA), remis par un agent infiltré du FBI, dans un restaurant chinois non loin du siège du FBI. Bénéficiant de l'immunité diplomatique, les deux agents, Hou Desheng et Zhang Weichu, furent priés de quitter le pays, ce qu'ils firent « après avoir terminé leur mandat aux États-Unis », selon le consulat général de Chine à Chicago.

### Financement de la campagne présidentielle américaine de 1996
En 1996, le lieutenant-colonel chinois Liu Chaoying, cadre chez China Aerospace International Holdings et fille princière de l'amiral Liu Huaqing (le « père de la marine chinoise », ancien commandant en chef de la marine, ancien vice-président de la CMC et membre du Comité permanent du Politburo), a présenté Johnny Chung, naturalisé américain d'origine taïwanaise, au chef du 2e département de l'APL de l'époque, le général de division Ji Shengde, fils princier de Ji Pengfei, ministre chinois des Affaires étrangères lors de la visite du président américain Richard Nixon en Chine en 1972,. En violation des lois américaines sur le financement des campagnes électorales, Ji a fourni à Chung 300 000 dollars américains provenant du 2e département pour qu'il les donne au Comité national démocrate (CND) afin de soutenir la campagne électorale de 1996 du président sortant Bill Clinton. Il lui a dit : « Nous apprécions beaucoup votre président. Nous aimerions le voir réélire. Je vous donnerai 300 000 dollars américains. Vous pouvez les donner au président et au Parti démocrate. ». Après avoir témoigné devant le FBI et une commission de la Chambre des représentants, Chung a finalement été reconnu coupable de fraude bancaire, d'évasion fiscale et de deux chefs d'accusation de complot en vue de violer la loi électorale, dans l'une des affaires les plus marquantes de la controverse sur le financement des campagnes électorales de 1996. Le gouvernement chinois et Liu Chaoying ont nié catégoriquement ces accusations et n'ont apparemment subi aucune conséquence de l'incident. Ji, cependant, a été discrètement réaffecté de son poste de directeur du 2e département à un poste subalterne dans un centre de recherche militaire. Le rôle exact de Ji et la question de savoir s'il était autorisé à dépenser l'argent du Département pour la campagne de Clinton n'ont jamais été clarifiés.

### Vol de technologie militaire
En février 1999, le citoyen chinois Yao Yi, employé du 2e département de l'APL, fut arrêté par des agents fédéraux américains pour avoir tenté de faire rentrer en contrebande en Chine des gyroscopes à fibre optique essentiels aux systèmes de guidage de missiles avec son associé sino-canadien Collin Xu. Bien que les États-Unis aient interrompu les transferts de gyroscopes à fibre optique vers la Chine afin d'enrayer le développement rapide des missiles du pays, Yao Yi tenta à deux reprises en mai 1998 de déposer une demande de transfert de gyroscopes vers la Chine et essuya deux refus du Département d'État américain. Yi s'allia alors à Collin Xu pour demander les gyroscopes souhaités à l'entreprise de défense du Massachusetts Fibersense Technology Corporation à Canton. Conscient des contrôles actuels à l'exportation sur les transferts de gyroscopes à fibre optique vers la Chine, une plainte fédérale a été déposée, conduisant le service des douanes, en collaboration avec la Gendarmerie royale du Canada, à mettre en place une opération d'infiltration impliquant une société fictive auprès de laquelle Yi et Xu tenteraient plus tard d'acheter les mêmes gyroscopes, ignorant que tous les gyroscopes achetés sauf un étaient faux. Bien que Xu ait été arrêté deux semaines plus tard à Boston, Yi a été arrêté alors qu'il assistait à une conférence sur la fibre optique à San Diego, prétendant travailler pour le compte de la société pékinoise Lions Photonics et que les gyroscopes étaient destinés à être utilisés par une université chinoise travaillant sur un projet ferroviaire. Un fonctionnaire fédéral a plaisanté anonymement en disant qu'utiliser ces gyroscopes à fibre optique avec capteurs infrarouges sur un projet ferroviaire « serait comme piloter un F-14 pour aller faire ses courses ». L'arrestation de Yi est survenue quelques heures seulement après que l'administration Clinton eut pris une décision majeure interdisant à Hughes Electronics d'exporter un satellite de communication de 450 millions de dollars américains à une organisation liée à l'Armée populaire de libération, craignant que cette technologie n'améliore la précision des missiles chinois. L'arrestation de Yi a été annoncée alors que la secrétaire d'État Madeleine Albright était en visite à Pékin. Yi a été escorté jusqu'à un tribunal fédéral voisin, à San Diego, où il a accepté d'être transféré à Boston pour y être jugé. Yao Yi et Collin Xu ont tous deux été condamnés à 30 mois de prison et 36 mois de liberté surveillée.

### Vol de données sensibles sur Taiwan
En 2007 également, un agent du 2e Département a trompé un analyste du renseignement américain habilité à fournir des informations classifiées sur des projets de ventes d'armes à Taïwan. Tai Shen Kuo, citoyen américain naturalisé d'origine taïwanaise et vendeur de meubles en Louisiane depuis plus de 30 ans, a convaincu Gregg W. Bergersen, analyste des politiques des systèmes d'armement habilité et directeur des programmes C4ISR à l'Agence de coopération pour la sécurité et la défense des États-Unis (DSCA), de partager des informations sur tous les projets de ventes d'armes et de technologies militaires à Taïwan pour les cinq prochaines années, ainsi que des détails sur les systèmes de communication et de défense taïwanais de Po Sheng, pensant qu'il fournissait ces informations à la République de Chine, alors que Kuo les transmettait toutes au 2e Département. Dans une vidéo filmée par une caméra dissimulée du FBI dans le véhicule de Bergersen et publiée par l'émission 60 Minutes de CBS en 2010, Bergersen déclare à Kuo : « Je suis très, très, très réticent à vous le révéler, car tout est classifié, mais je vous le montrerai. Vous pouvez prendre toutes les notes que vous voulez, mais si jamais elles tombaient entre de mauvaises mains – et je sais que ce ne sera pas le cas –, je serais renvoyé à coup sûr. J'irais en prison, car j'ai enfreint toutes les règles.» Dans la même vidéo, on voit Kuo glisser environ 2 000 dollars américains dans la poche de poitrine de Bergersen. Le FBI n'a eu connaissance de l'affaire que lors d'une enquête sur une autre affaire d'espionnage chinois. En 2008, Bergersen a été condamné à cinq ans de prison et Kuo à quinze ans.
En 2013, Taïwan a condamné le lieutenant-colonel à la retraite de l'armée de l'air de la République de Chine, Yuan Hsiao-feng, à douze peines de prison à perpétuité pour avoir fourni des informations militaires classifiées au 2e Département pendant plus de six ans. Chen Wen-jen, lieutenant de l'armée de l'air taïwanaise démobilisé en 1992, avait déménagé en Chine continentale, épousé sa femme et s'y était installé. Après avoir créé une entreprise, Chen a été rapidement recruté par le 2e Département de l'État-major général. À la demande du 2e Département, Chen est retourné à Taïwan et a recruté son ancien associé, Yuan. Tous deux ont continué à transmettre des informations classifiées sur les avions de combat taïwanais au 2e Département sur des clés USB. Chen a été condamné à vingt ans de prison au lieu des peines de prison à perpétuité obligatoires pour les militaires.

### Corruption de scientifiques baltes
En 2021, l'Estonie a inculpé Tarmo Kõuts, scientifique de haut niveau spécialisé en recherche marine. Il travaillait dans un institut de recherche de l'OTAN spécialisé dans la recherche maritime et sous-marine et espionnait pour le Bureau de renseignement chinois du JSDCMS depuis 2018.

## Affaires internes

### Arrestation de responsables du renseignement
En 2000, le chef du 2e département de l'APL, le général de division Ji Shengde, a été reconnu coupable de détournement de fonds et de corruption dans ce qui était à l'époque l'une des affaires de corruption les plus sensibles politiquement en Chine. L'affaire, sans rapport avec son implication antérieure dans des dons illégaux pour la réélection du président Clinton, découlait de l'acceptation par Ji de pots-de-vin du fugitif le plus recherché de Chine, Lai Changxing, et du détournement de millions de dollars de sociétés gérées par l'armée, tout en occupant le poste vital de sécurité nationale de directeur du 2e département de l'APL. L'affaire, qui a limogé un nombre important de hauts fonctionnaires du gouvernement, a conduit Lai à fuir vers Vancouver où il a été détenu et extradé vers la Chine en 2011 à la condition qu'il ne soit pas exécuté et a été condamné à la prison à vie en 2012. Les accusations portées contre Ji comprenaient le détournement de fonds destinés à des sociétés gérées par l'armée par le biais d'investissements en bourse et dans l'immobilier.